# Pałac Dembińskich w Krakowie
Pałac Dembińskich – zabytkowy budynek znajdujący się w Krakowie, w dzielnicy I Stare Miasto na rogu ulic Wiślnej 7 oraz Gołębiej 7, na Starym Mieście.
Na rogu ul. Gołębiej i Wiślnej stała Bursa Ubogich ufundowana w 1409 przez profesora teologii Jana Isnera dla ubogich mistrzów, bakałarzy i studentów. Rozbudował ją Jan Długosz, a w XVI wieku do dalszego rozszerzenia bursy przyczyniła się królowa Anna Jagiellonka i od tej pory zaczęto ją nazywać także Bursą Jagiellońską. Budynek wyburzono w 1832, a parcelę sprzedano. Z dawnej bursy zachował się manierystyczny portal z 2 połowy XVI wieku, który został w 1960 roku wmurowany do budynku przylegającego do Collegium Maius UJ przy ul. św. Anny 10.
W 1878 rodzina Dembińskich postawiła na tym miejscu eklektyczny pałac, który projektował architekt Wandalin Beringer.
Obecnie w budynku ma siedzibę krakowska izba administracji skarbowej.